# César Giron (chef d’entreprise)
Pour les articles homonymes, voir César Giron.
 (septembre 2009).
Si vous disposez d'ouvrages ou d'articles de référence ou si vous connaissez des sites web de qualité traitant du thème abordé ici, merci de compléter l'article en donnant les références utiles à sa vérifiabilité et en les liant à la section « Notes et références ».
César Giron Ricard, né le 18 octobre 1961 à Madrid est un dirigeant d'entreprise français, actuellement administrateur du groupe Pernod Ricard. Il est le petit-fils de Paul Ricard, fondateur du fameux Ricard, sa mère étant Danièle Ricard, sœur de l'ancien président Patrick Ricard. Il est aussi le fils du matador homonyme vénézuélien César Girón mort à 38 ans.

## Formation
César Giron est diplômé d'EM LYON (promotion ESC 1987). Il fréquente également l’université Waseda en 1986.

## Parcours professionnel
César Giron a rejoint le groupe Pernod Ricard en 1987 où il a exercé toute sa carrière.
En 2000, il a été nommé directeur général de Pernod Ricard Suisse et, depuis décembre 2003, président directeur général de Wyborowa SA en Pologne.
En novembre 2008, il est nommé administrateur du groupe Pernod Ricard.
En juillet 2009, il est nommé président-directeur général de Pernod S.A.